# Plage de Gros Sable
La plage de Gros Sable, est une plage de galets située à Sainte-Anne, en Guadeloupe. Elle est surtout connue pour son spot de surf. 
Elle est régulièrement confondue avec la plage du Helleux, une plage touristique de sable ocre, située à quelques mètres d'elle près de la pointe du Helleux. 

## Description
La plage de Gros Sable, longue d'environ 130 m se situe dans une petite anse au lieu-dit Le Helleux, entre la plage de Bois-Jolan et la plage du Helleux. Constituée de galets, la plage est surtout connue pour être le rendez-vous des surfeurs. Le sport du Helleux est un des spots les plus adaptés pour l'apprentissage du surf. Il « est influencé par des houles de Sud, Est Sud-Est. On y surfe deux vagues de reef, une gauche et une droite.  La gauche se compose de deux peaks, l’un rejoignant l’autre et pouvant former une longue vague, idéale pour le short-board, le longoard et le stand up paddle. La droite est plus courte et peut être dangereuse car elle longe une falaise. Ces deux vagues se rejoignent sur le bord pour finir en mini beach break (vagues déferlant sur fond de sable) ».

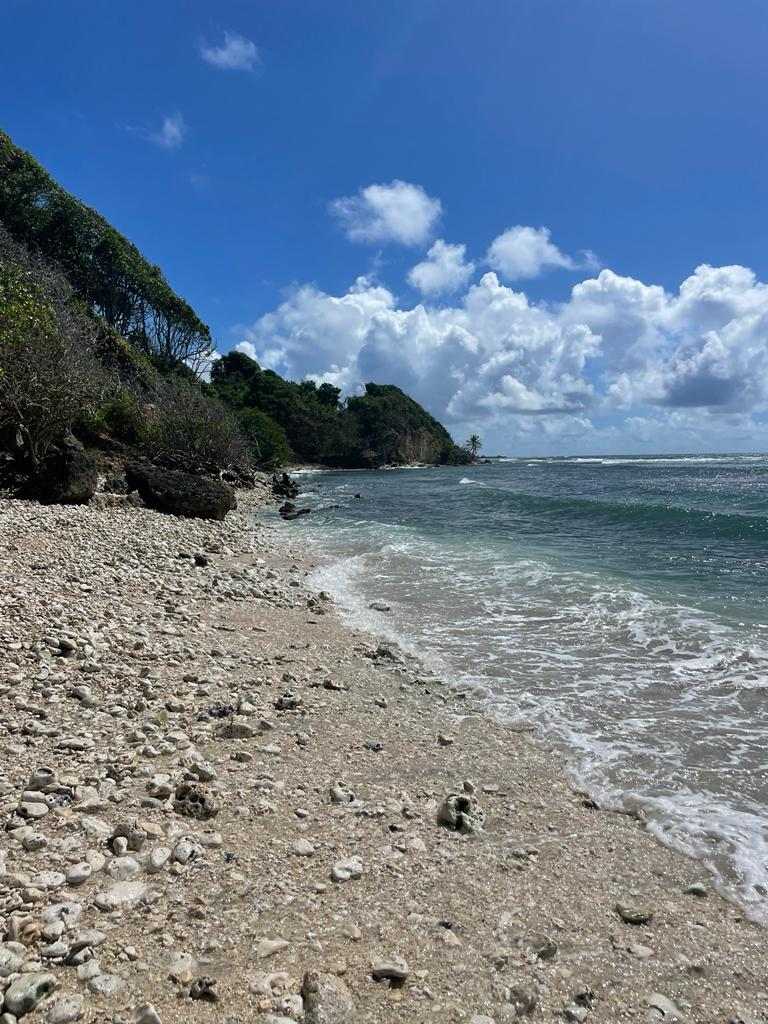
Plage de Gros Sable.
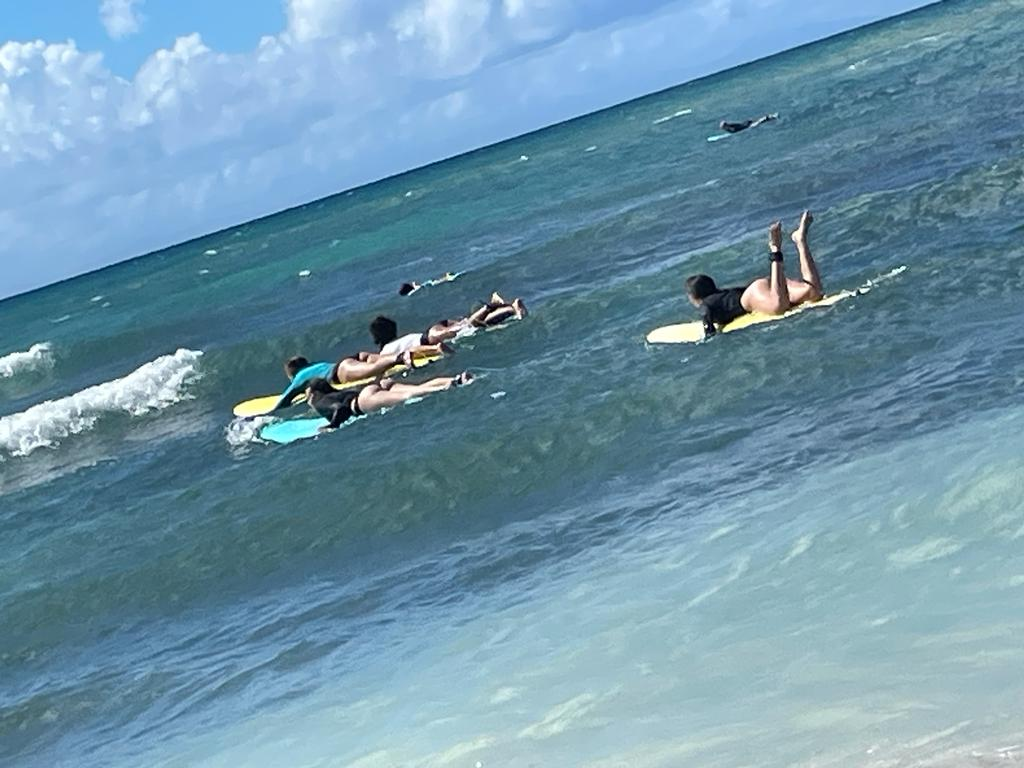
Surfeuses à la plage de Gros Sable.